# Alain Corneau
Alain Corneau, född 7 augusti 1943 i Meung-sur-Loire, Loiret, död 30 augusti 2010 i Paris, var en fransk filmregissör och manusförfattare.
Corneau regisserade Gérard Depardieu i filmen All världens morgnar (1991), baserad på romanen med samma titel. Corneau avled i cancer 2010.

## Filmografi, i urval
- 1976 – Polisrevolver 357 (manus och regi)
- 1977 – Hatet, hotet och hämnden (manus och regi)
- 1979 – Série noire (manus och regi)
- 1991 – All världens morgnar (manus och regi)
- 1997 – Kusinen (manus och regi)
- 2003 – Min japanske vän (manus och regi)
- 2010 – Love Crime (manus och regi)